# Phạm Văn Thiều
Phạm Văn Thiều (sinh ngày 24 tháng 4 năm 1970) là một chính khách người Việt Nam. Ông hiện là Phó Bí thư Tỉnh ủy tỉnh Cà Mau, Chủ tịch Hội đồng nhân dân tỉnh Cà Mau , nhiệm kỳ 2021–2026.

## Xuất thân
Ông sinh ngày 24 tháng 4 năm 1970, quê quán xã Vĩnh Thanh, huyện Phước Long, tỉnh Bạc Liêu. Ông là Cử nhân Luật, Cử nhân Triết học, và Thạc sĩ Quản lý Kinh tế.

## Sự nghiệp
Phạm Văn Thiều là cán bộ trưởng thành từ cơ sở, từng làm công tác Đoàn, Bí thư Huyện ủy huyện Vĩnh Lợi, Trưởng ban Tổ chức Tỉnh ủy, sau đó là Phó Chủ tịch Thường trực Hội đồng nhân dân tỉnh Bạc Liêu kiêm Phó bí thư tỉnh uỷ Bạc Liêu sau Đại hội đại biểu Đảng bộ tỉnh Bạc Liêu lần thứ XVI.

### Chủ tịch Ủy ban nhân dân tỉnh Bạc Liêu
Ngày 23 tháng 11 năm 2020, Phạm Văn Thiều được bầu làm Chủ tịch Ủy ban nhân dân tỉnh Bạc Liêu kế nhiệm Dương Thành Trung. Ngày 30 tháng 6 năm 2021, Phạm Văn Thiều tái đắc cử chức vụ này.
Ngày 27 tháng 4 năm 2023, ông Thiều đã có phát ngôn gây bão. Ông không ủng hộ giới hạn kinh doanh trước 23 giờ:"Thời tiết Bạc Liêu hơi nóng, buổi trưa rất ít người đi chơi nên hoạt động về đêm là hợp lý. Du khách đến đây, có khi đến buổi trưa thì họ phải nghỉ ngơi tới chiều tối mới đi chơi, khách ở xa khi đến Bạc Liêu thì đã tối, tắm rửa, thay đồ xong ra chơi chưa kịp ăn no thì hết giờ, các quán đóng cửa hết thì họ biết đi đâu. Trong khi ở sát bên ta, tỉnh Cà Mau đã mở toang rồi. Như vậy, khách sẽ đi thẳng Cà Mau luôn chứ ai còn muốn ghé Bạc Liêu chi nữa", ông cũng đề nghị cảnh sát giao thông hạn chế canh bắt phạt từ quán nhậu. Vì sẽ gây ảnh hưởng đến kinh tế và du lịch của tỉnh. Ông Thiều khẳng định nên tập trung bắt các đối tượng chạy xe đánh võng, lạng lách trên đường; kiểm tra nghiêm ngặt đối tượng điều khiển xe không có bằng lái và đầu ra sát hạch lái xe. Chủ một số nhà hàng, cơ sở dịch vụ ăn uống đã gửi thư cảm ơn Phạm Văn Thiều và cũng có luồn phản đối ý kiến cảnh sát hạn chế canh bắt phạt tại quán nhậu của ông Thiều.
Phạm Văn Thiều đã đề nghị cải thiện năng lực cạnh tranh cấp tỉnh (PCI) khi chỉ số này năm 2022 của tỉnh Bạc Liêu đứng 61/63 địa phương trong cả nước.